# Calymmaderus nitidus
Calymmaderus nitidus là một loài bọ cánh cứng thuộc chi Calymmaderus trong họ Ptinidae.